# Gdy zadzwoni dzwonek (brytyjski serial telewizyjny)
Gdy zadzwoni dzwonek (ang. As the Bell Rings) – serial komediowy, emitowany na Disney Channel. Opowiada o uczniach i ich problemach w szkole.

## Fabuła
Obserwujemy wybryki grupy jedenastu uczniów w trakcie przerwy lekcyjnej. Akcja rozgrywa się na korytarzu szkolnym, tuż przed pokojem dyrektora. Oknem na świat postaci jest nomen omen okno budynku szkolnego. Młodzi ludzie spędzają przerwy rozwiązując przeróżne problemy związane z życiem, miłością, przyjaciółmi i wrogami. Wciąż wpadają na nowe pomysły, od wygrania randki z najładniejszą dziewczyną w szkole do prób przewodnictwa każdej drużynie i wszystkim kółkom naukowym.

## Bohaterowie
- Riss – nosi odznakę wzorowego ucznia. Jest dyżurnym szkoły. Cechuje go pedantyczność.
- Tinker – szkolny żartowniś. Uwielbia psocić i robić każdym kawały. Często źle na tym wychodzi.
- Bella – szkolna modnisia. Zna się na modzie jak nikt inny.
- Warren – chłopiec geniusz. Jest przeciwieństwem Danny’ego.
- Rocky – kapitan żeńskiej drużyny koszykówki. Chociaż jest dziewczyną, zachowuje się jak chłopak.
- Lusie – maskotka szkoły i siostra JJ. Jak Gabi bardzo rozgadana.
- Dyllan – bardzo dobrze wysportowany. W przyszłości chce zostać sportowcem.
- JJ – brat Lusie. Jest zakochany w Belli.
- Gabi – ciągle gada i nie umie przestać, ale jest dobrą przyjaciółką która zawsze doradzi.
- Emma – uchodzi za rozsądną, ale jest czasami szalona. W szkole wypełnia misje.

## Spis odcinków

### Serie
| Serie | Odcinki | Premiera serii  | Finał serii      | Premiera serii   | Finał serii  |
| ----- | ------- | --------------- | ---------------- | ---------------- | ------------ |
| 1     | 24      | 2 kwietnia 2007 | 13 września 2007 | 2 listopada 2007 | 16 maja 2008 |
| 2     | 10      | 9 stycznia 2008 | 2008             |                  |              |

### Seria 1
| Nr | Tytuł                                                 | Premiera         | Premiera w Polsce |
| -- | ----------------------------------------------------- | ---------------- | ----------------- |
| 1  | Jedna poważna kanapka „One Serious Sandwich”          | 2 kwietnia 2007  | 2 listopada 2007  |
| 2  | Zdjęcie klasowe „Class Photo”                         | 2 kwietnia 2007  | 2 listopada 2007  |
| 3  | Dotyk klasy „A Touch Of Class”                        | 3 kwietnia 2007  | 9 listopada 2007  |
| 4  | Walentynkowy Bal „The Valentine’s Ball”               | 3 kwietnia 2007  | 9 listopada 2007  |
| 5  | Szkolne dokumenty „School Documentary”                | 4 kwietnia 2007  | 16 listopada 2007 |
| 6  | Danny mistrzem szkoły „Danny, Champion Of The School” | 4 kwietnia 2007  | 16 listopada 2007 |
| 7  | Mapa skarbu „Treasure Map”                            | 5 kwietnia 2007  | 23 listopada 2007 |
| 8  | Wielkie wnętrze „The Great Indoors”                   | 5 kwietnia 2007  | 23 listopada 2007 |
| 9  | Głos miłości „Voice Of Love”                          | 6 kwietnia 2007  | 30 listopada 2007 |
| 10 | Wyrocznia „Olly The Oracle”                           | 6 kwietnia 2007  | 30 listopada 2007 |
| 11 | Pierścionek „The Engagement Ring”                     | 9 kwietnia 2007  | 7 grudnia 2007    |
| 12 | Brat „Oh Brother!”                                    | 9 kwietnia 2007  | 7 grudnia 2007    |
| 13 | Warren koszykarzem „Warren’s Slam Dunk”               | 10 kwietnia 2007 | 14 grudnia 2007   |
| 14 | Naukowy kumpel „Study Buddy”                          | 10 kwietnia 2007 | 14 grudnia 2007   |
| 15 | Spadaj Warren „Warren Shapes Up”                      | 11 kwietnia 2007 | 18 kwietnia 2008  |
| 16 | Reece Wielki „Reece The Great”                        | 11 kwietnia 2007 | 18 kwietnia 2008  |
| 17 | Lekcja marzeń „The Dream Lesson”                      | 3 września 2007  | 25 kwietnia 2008  |
| 18 | Ukryty talent JJ’a „JJ’s Hidden Talent”               | 4 września 2007  | 25 kwietnia 2008  |
| 19 | Perfekcyjna para „The Perfect Couple”                 | 5 września 2007  | 2 maja 2008       |
| 20 | Wystrzałowa Elipsa „Total Eclipse”                    | 6 września 2007  | 2 maja 2008       |
| 21 | Romeo i Julia „Oh Romeo”                              | 10 września 2007 | 9 maja 2008       |
| 22 | Warren, potwór Rocka „Warren, Monster of Rock”        | 11 września 2007 | 9 maja 2008       |
| 23 | Nowy przyjaciel Belli „Bella’s New Best Friend”       | 12 września 2007 | 16 maja 2008      |
| 24 | Magiczna dawka „Magic Potion”                         | 13 września 2007 | 16 maja 2008      |

### Seria 2
| Nr | Tytuł                           | Premiera        | Premiera w Polsce |
| -- | ------------------------------- | --------------- | ----------------- |
| 25 | The Scientist’s Apprentice      | 9 stycznia 2008 | nieemitowany      |
| 26 | The Big Shhhhowdown             | 2008            | nieemitowany      |
| 27 | Monsterbrain                    | 2008            | nieemitowany      |
| 28 | I Want to be a Star             | 2008            | nieemitowany      |
| 29 | A Spot of Bother                | 2008            | nieemitowany      |
| 30 | Gabby’s Date                    | 2008            | nieemitowany      |
| 31 | Shakespeare High School Musical | 2008            | nieemitowany      |
| 32 | Dr. Warren                      | 2008            | nieemitowany      |
| 33 | Let’s Stick Together            | 2008            | nieemitowany      |
| 34 | Dude in the Iron Mask           | 2008            | nieemitowany      |